# Scurcola Marsicana
Scurcola Marsicana è un comune italiano di 2 676 abitanti della provincia dell'Aquila in Abruzzo, elevato a città con decreto del presidente della Repubblica del 14 febbraio 2011.

## Geografia fisica

### Territorio
Il centro della Marsica è situato ai piedi del monte San Nicola non distante dal margine nord-occidentale dell'alveo del Fucino, a 700 m s.l.m., estendendosi su una superficie di oltre 3.000 ettari. Il paese antico domina sui piani Palentini, teatro nel Medioevo della battaglia di Tagliacozzo. In alcuni periodi dell'epoca preistorica e in periodi successivi di piena, l'area palentina e il lago Fucino formavano un unico specchio d'acqua.
Il fiume Imele, dopo aver attraversato il territorio di Villa San Sebastiano, confluisce tra i comuni di Scurcola e Magliano de' Marsi con il torrente Ràfia dando origine al fiume Salto.

### Clima
Nel periodo 1951-2000 la temperatura media annua è di 10,3 °C con una media di 123 gelate. Il mese più freddo è gennaio con una media di 1,8 °C e il più caldo è agosto con 19,2 °C. La temperatura più bassa è di –25,0 °C. La temperatura più alta del periodo 1951-2000 è di 41 °C. La stagione più piovosa è l'autunno, seguita dall'inverno e dalla primavera. Sono presentati di seguito i valori climatici medi di riferimento ufficiali per Scurcola Marsicana pubblicati dall'ARSSA.
| Scurcola Marsicana (1951-2000) | Mesi | Mesi | Mesi | Mesi | Mesi | Mesi | Mesi | Mesi | Mesi | Mesi | Mesi | Mesi | Stagioni | Stagioni | Stagioni | Stagioni | Anno |
| Scurcola Marsicana (1951-2000) | Gen  | Feb  | Mar  | Apr  | Mag  | Giu  | Lug  | Ago  | Set  | Ott  | Nov  | Dic  | Inv      | Pri      | Est      | Aut      | Anno |
| ------------------------------ | ---- | ---- | ---- | ---- | ---- | ---- | ---- | ---- | ---- | ---- | ---- | ---- | -------- | -------- | -------- | -------- | ---- |
| T. max. media (°C)             | 7,2  | 9,0  | 12,5 | 15,7 | 20,8 | 24,8 | 27,8 | 28,1 | 23,7 | 18,3 | 11,7 | 7,5  | 7,9      | 16,3     | 26,9     | 17,9     | 17,3 |
| T. min. media (°C)             | −3,7 | −2,9 | −0,2 | 2,2  | 5,8  | 8,7  | 10,0 | 10,3 | 7,9  | 3,7  | −0,1 | −2,3 | −3,0     | 2,6      | 9,7      | 3,8      | 3,3  |
| Precipitazioni (mm)            | 73   | 80   | 71   | 79   | 64   | 49   | 36   | 40   | 69   | 93   | 122  | 115  | 268      | 214      | 125      | 284      | 891  |
| Giorni di pioggia              | 7    | 8    | 8    | 9    | 8    | 6    | 4    | 5    | 6    | 8    | 10   | 9    | 24       | 25       | 15       | 24       | 88   |

## Origini del nome
L'etimologia di Scurcola sarebbe legato al termine latino Excubiae e in seguito a quello longobardo Sculk. Entrambi i termini hanno significato di "sentinella", "guardia", pertinente rispetto alla posizione del centro posto su un'altura che domina le direttrici confluenti verso l'antico lago Fucino, da Roma ad ovest, dalla costa adriatica ad est, dalla Sabina a nord attraverso il Cicolano e la valle del Salto, infine dalla Campania a sud attraverso la valle Roveto e i Piani Palentini.
In epoca longobarda, i termini sculka e sculcula appaiono nell'editto di Rotari del 643 e, successivamente, nella normativa del re longobardo Rachis datata tra il 744 e il 749. Gli omofoni toponimi si ritrovano nei territori di Sgurgola, Celano e Cugnoli, alla foce del fiume Vomano, e nella valle del Tirino.

## Storia

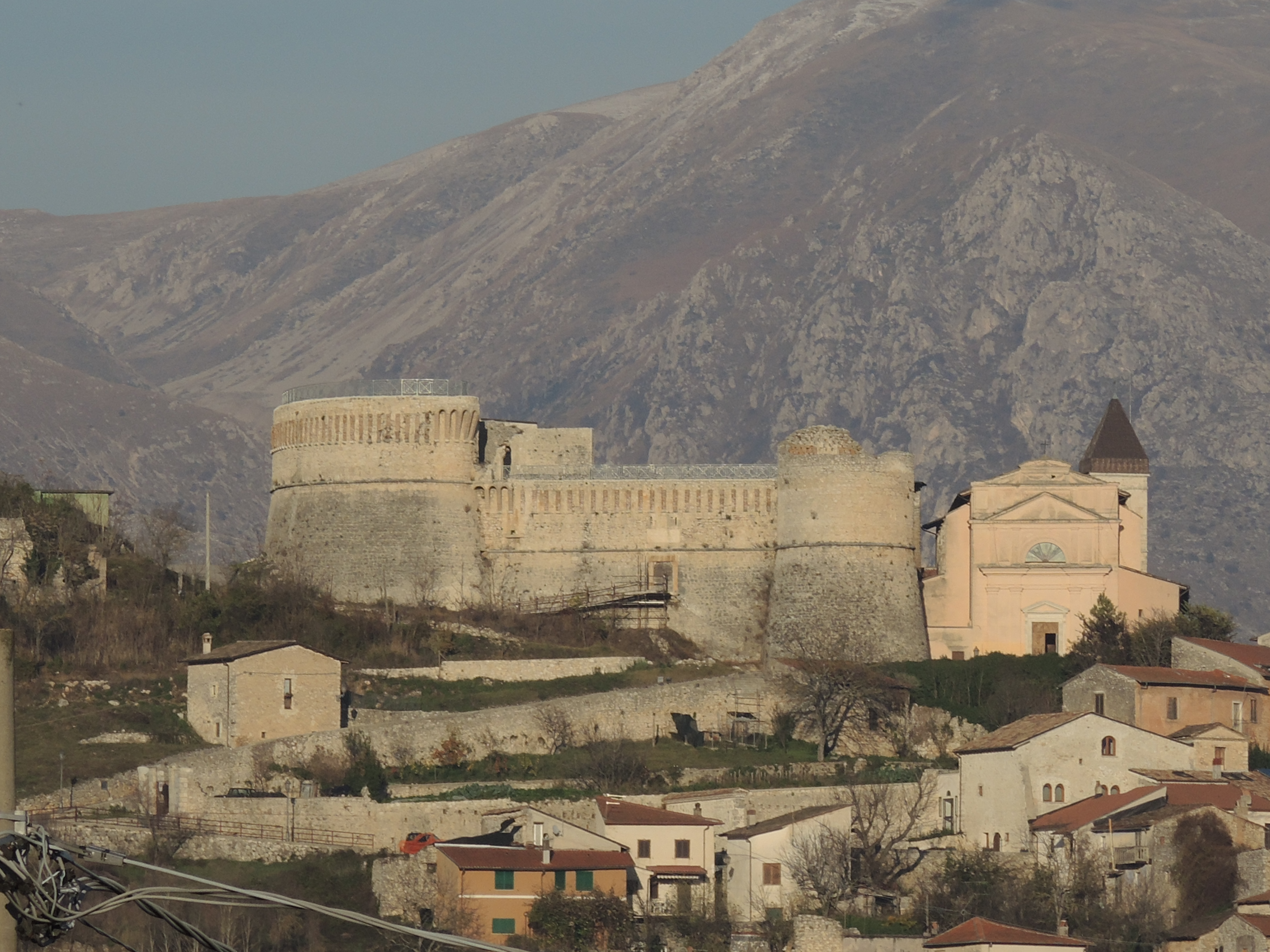
Rocca Orsini e chiesa di Santa Maria della Vittoria

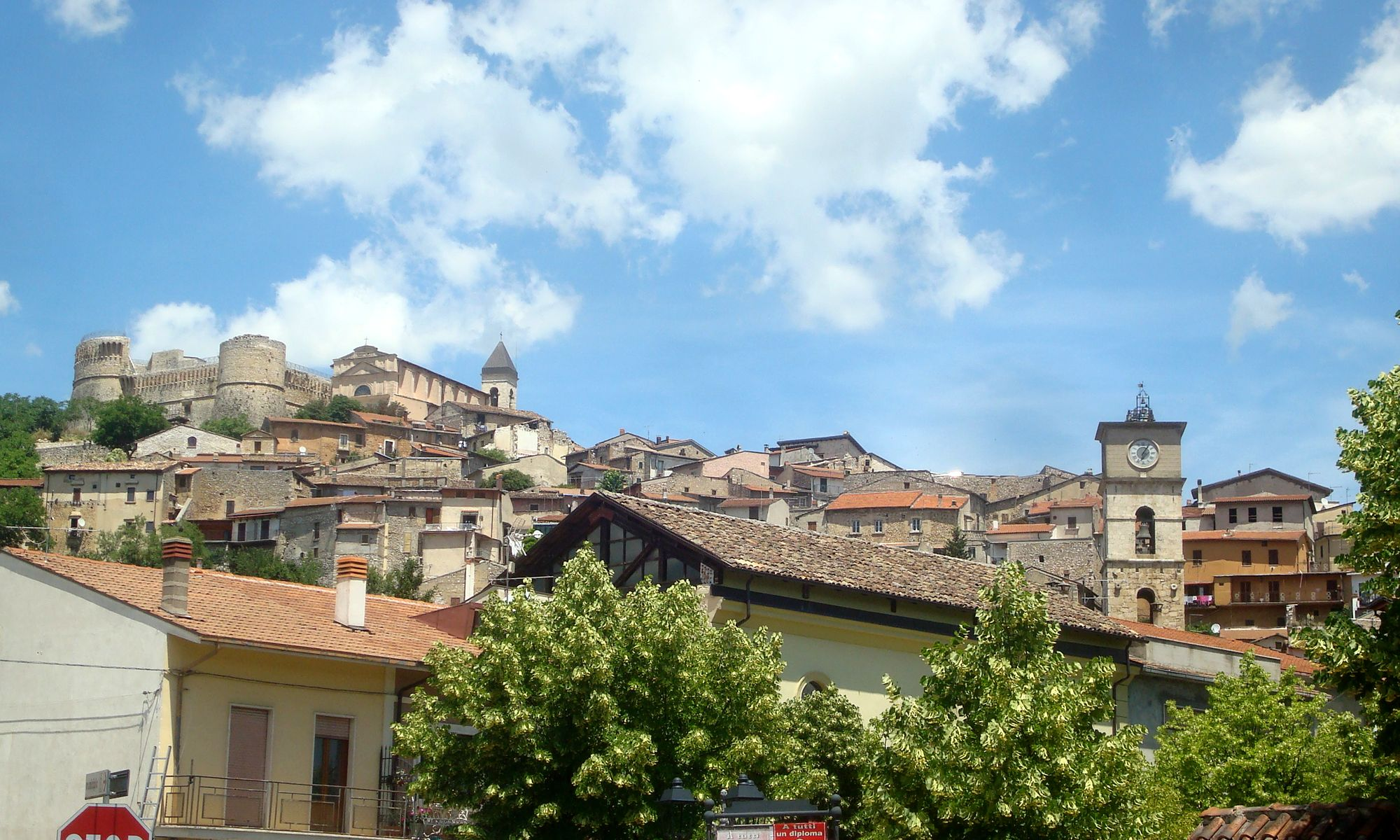
Panoramica del centro storico

### Origini
Le prime tracce di un abitato nel territorio scurcolano risalgono all'età del bronzo e successiva età del ferro, come da ricerche degli anni ottanta, con la necropoli dell'età del ferro sita nei pressi del fiume Imele-Salto che scorre nei pressi dell'abitato; si tratta di tombe a tumulo in cui sono stati ritrovati una serie di oggetti in ferro e bronzo, quali fibule, spade e pettorali (conservate presso il museo archeologico nazionale d'Abruzzo di Chieti). La presenza di questa grande necropoli testimonia l'esistenza di un villaggio posto alla sommità del monte San Nicola, che sovrasta il borgo attuale.
Nel periodo preromano la zona era popolata da genti eque in perenne conflitto con i confinanti Marsi il cui territorio si estendeva intorno al lago del Fucino, poco distante da Scurcola. La scarsità delle risorse e la presenza di una fertile piana (Piani Palentini) erano alla base di questi contrasti.

### Età romana
Nel momento in cui Roma emergeva tra le città-stato latine, per assurgere al ruolo di guida delle genti italiche, si scontrò anche con gli Equi che assoggettò in diverse campagne militari; nel territorio equo, sul confine di quello marso, realizzò la colonia di Alba Fucens, mentre il territorio scurcolano venne inserito nell'Ager publicus aequicolanus, riconducibile al contemporaneo Cicolano, data la vicinanza geografica e di relazioni con la valle del Salto. Nell'occasione il territorio di Scurcola fu inserito nella centuriazione albense realizzata a seguito della costituzione della colonia latina di Alba Fucens.
Durante la Guerra sociale Roma combatté con i suoi ex alleati italici dall'89 al 91 a.C., mentre gli italici furono già assoggettati nel 304 a.C. al termine della seconda guerra sannitica e, i Marsi, nel 294 a.C. dopo la ribellione contro l'istituzione della colonia latina di Carsioli. L'agognata cittadinanza fu raggiunta dopo la guerra sociale, con essa iniziò il processo di romanizzazione del popolo. Alba Fucens non partecipò alla "lega italica" e subì quindi le devastazioni ad opera delle truppe marse insorte che assediarono e distrussero la colonia romana. Durante l'epoca imperiale, e soprattutto nel tardo impero, ci fu una proliferazione di ville di campagna, conseguentemente all'abbandono dell'Urbe da parte dei ceti privilegiati.

### Medioevo
Con la fine dell'Impero romano d'Occidente la zona fu dapprima soggetta alle lotte tra Goti e Bizantini e poi soggetta ai Longobardi all'interno del ducato di Spoleto, passato poi al Sacro Romano Impero di Carlo Magno. A questo periodo risalgono le tracce certe del borgo antico di monte San Nicola; si trattava quasi probabilmente di un posto di guardia sopra l'originario tratto della via Valeria, strada realizzata in epoca romana.

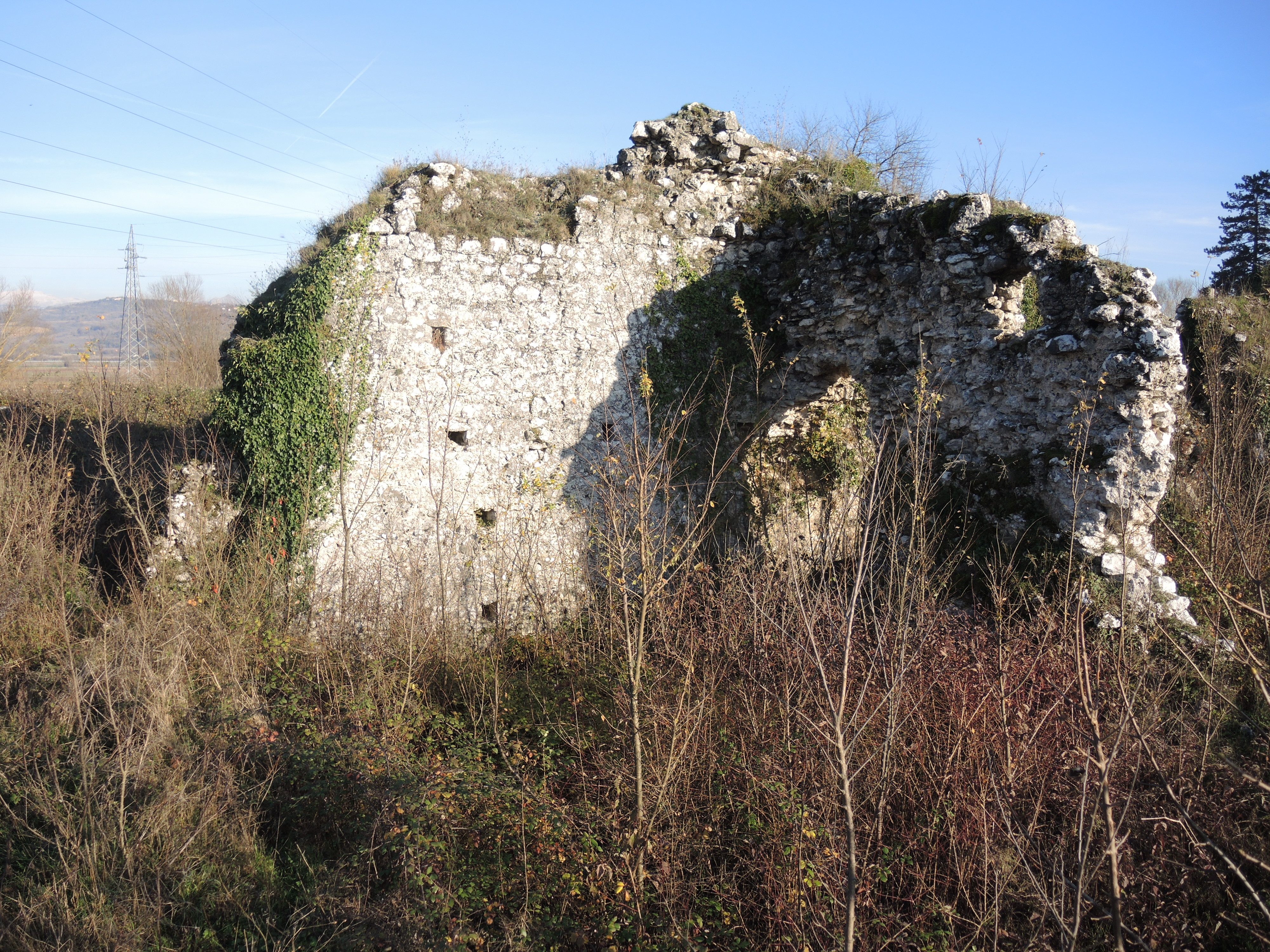
Ruderi dell'abbazia di Santa Maria della Vittoria

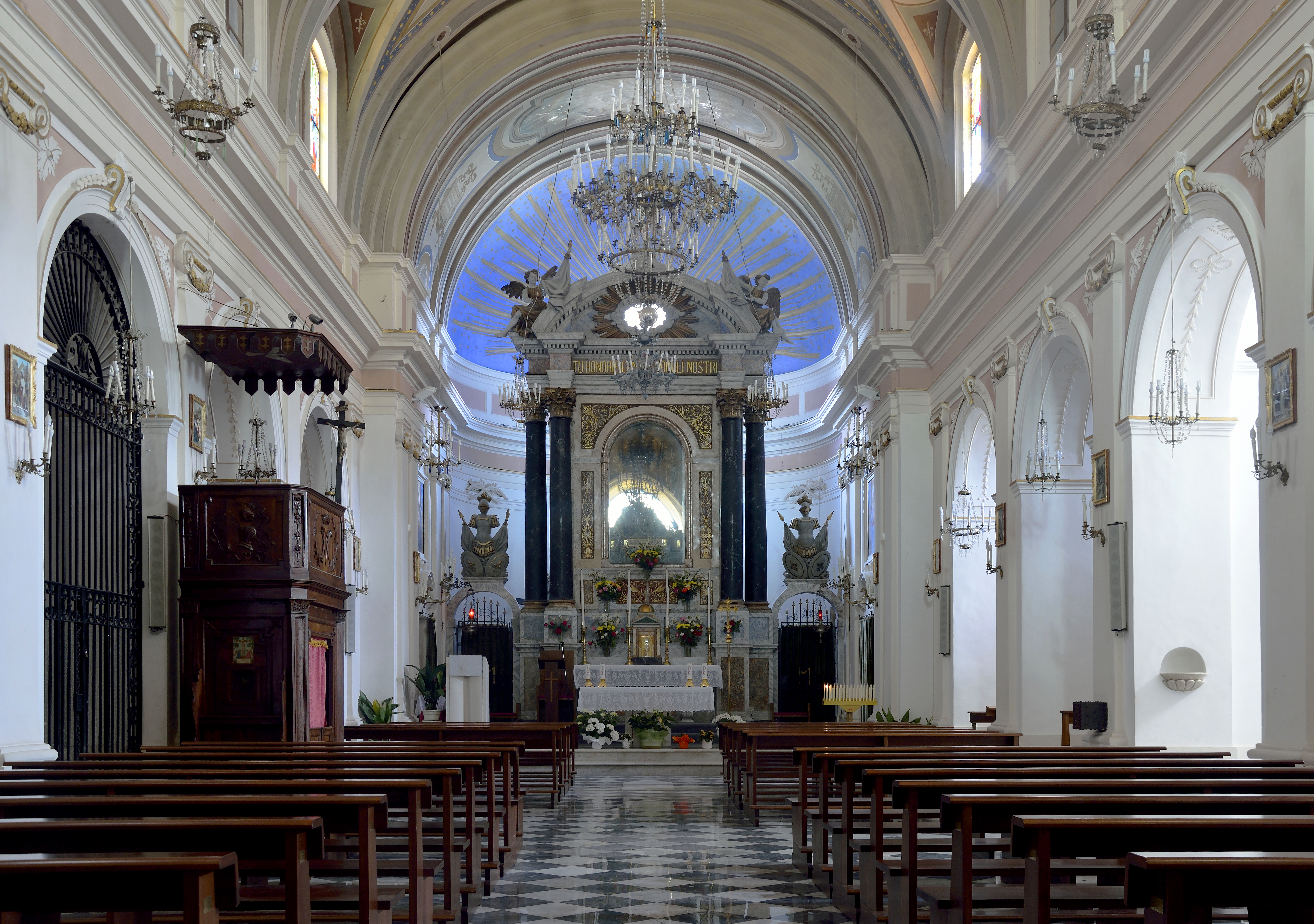
Interno della chiesa di Santa Maria della Vittoria

Nell'XI secolo l'area territoriale di Scurcola fu annessa al Regno di Sicilia sotto dominio normanno. A questo periodo risale il primo castello di Scurcola, una torre (forse di epoca più antica) circondata da una cerchia di mura e successivamente inglobata nel castello di forma pentagonale. Risale intorno all'anno mille l'edificazione di una delle più antiche chiese della Marsica, la pieve di Sant'Egidio, lungo il tragitto dell'antica via Tiburtina Valeria, arteria utilizzata dai pellegrini per raggiungere Roma. Quando l'Italia meridionale divenne possedimento della casata sveva la regione conobbe un periodo di stabilità e di crescita economica; il borgo a ridosso del fortilizio si ingrandì e si svilupparono le attività agricole ed artigianali.
Nel 1268 la zona divenne il teatro della battaglia di Tagliacozzo, scontro finale tra svevi e Angioini per la conquista del sud: proprio nei piani Palentini sotto il villaggio di Scurcola si svolse l'atto finale che portò alla sconfitta della dinastia tedesca da parte di quella francese; qui infatti si affrontarono Corradino di Svevia e Carlo I d'Angiò, il quale, con un'abile mossa della sua cavalleria, sconfisse l'esercito avversario. In seguito alla vittoria Carlo d'Angiò fece decapitare lo sconfitto Corradino nella piazza del Mercato di Napoli. Nello stesso anno Carlo I trasferì la capitale del Regno di Sicilia da Palermo a Napoli che, all'epoca, era la città principale della Terra di Lavoro. Da questo momento in poi il territorio scurcolano, come tutta l'Italia meridionale, passò sotto il dominio angioino. A questo periodo risale la grande abbazia cistercense di Santa Maria della Vittoria, di cui restano i ruderi dei Piani Palentini e la statua lignea di arte francese della Vergine Maria, secondo alcuni studiosi risalente al Quattrocento.
La zona fu quindi controllata dai monaci francesi e dalla famiglia De Ponte (ramo dei Berardi della contea di Celano), che ricevette dai re una serie di privilegi. Lo stemma della famiglia, con la dicitura Sculcule, è il simbolo del comune di Scurcola Marsicana.

### Età moderna

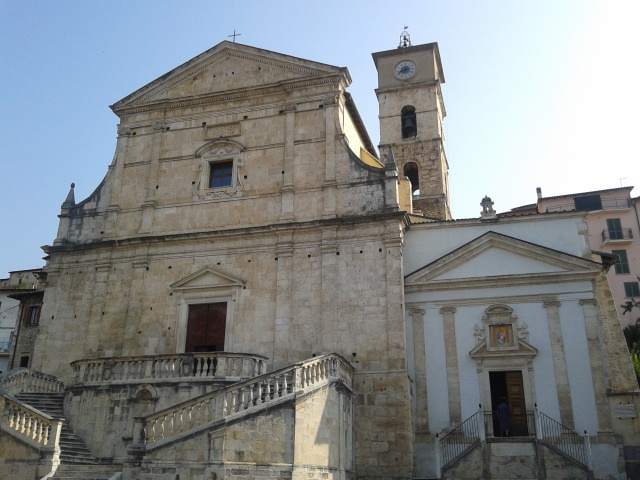
Chiesa della Santissima Trinità

La storia di Scurcola restò legata alle sorti della Marsica fino al XVI secolo, quando nella regione iniziò ad inserirsi la famiglia romana degli Orsini, la quale aveva come obiettivo quello di estendere le proprietà dallo Stato Pontificio a quello del Regno di Napoli. Questo è il periodo in cui il vecchio castello fu inglobato nella nuova rocca, realizzata secondo i nuovi canoni costruttivi, per resistere meglio agli assedi fatti anche con l'uso delle prime armi da fuoco.
Con l'arrivo degli Orsini presto si ebbe anche la penetrazione dell'altra importante famiglia romana, i Colonna, la quale entrò ben presto in conflitto con quella. Più volte la Rocca passò da una famiglia all'altra per rimanere infine saldamente ai Colonna fino al XIX secolo. Nel frattempo la situazione dell'abbazia andava peggiorando: i contrasti tra i potenti del luogo, le carestie e le pestilenze determinarono la rovina di quello che era considerato da tutti il più grande esempio di gotico cistercense francese d'Italia.
Alla fine del XVI secolo e gli inizi del XVII secolo nel paese furono realizzate una serie di grandi opere: la chiesa della Santissima Trinità, in stile controriformista, riccamente decorata nel corso dei secoli e restaurata negli anni Duemila, con la sua splendida scalinata barocca; la chiesa di Sant'Antonio da Padova facente parte dell'ex convento dei terzisti, con interni barocchi; la nuova chiesa di Maria Santissima della Vittoria, posta a ridosso della Rocca Orsini, sopra l'abitato.
Tra il XVII e il XVIII secolo la vita della piccola comunità agropastorale scurcolana fu scandita solo dal duro lavoro e dalle carestie che spesso imperversarono nella regione anche a causa del passaggio dei numerosi eserciti.

### Età contemporanea
Pochi mesi prima della proclamazione del Regno d'Italia avvennero a Scurcola e nei Piani Palentini gravi scontri tra le truppe filo-borboniche e quelle filo-piemontesi. Il 13 gennaio 1861, i piemontesi subirono a Tagliacozzo una pesante sconfitta perdendo 23 uomini. Costretti a ritirare verso Avezzano si riorganizzarono occupando con una compagnia Magliano de' Marsi. Giunti a Scurcola con una seconda squadra militare i piemontesi prima respinsero l'attacco borbonico e dal 22 gennaio, coadiuvati dai rinforzi giunti da Avezzano e Magliano, diedero vita all'accerchiamento del nemico e al successivo rastrellamento. Il 23 gennaio vennero catturati 366 uomini che rinchiusi nella cappella delle Anime Sante furono condannati alla fucilazione. Dopo 89 esecuzioni arrivò l'ordine di bloccare immediatamente le condanne a morte. I 277 superstiti furono destinati prima ad Avezzano e poi presso il tribunale militare dell'Aquila, dove non è sicuro che tutti arrivarono in vita.
Molti marsicani si aggregarono alle formazioni del brigantaggio postunitario, aderendo in particolare alla banda Mancini (un appartenente a questa banda fu Ciavarella Luigi di Scurcola Marsicana che venne fucilato a Luco dei Marsi il 6 aprile 1862) e alla banda di Luigi Alonzi detto Chiavone. Il fenomeno del brigantaggio postunitario abruzzese cesserà dopo la terza guerra d'indipendenza italiana e con la presa di Roma del 1870.
Il terremoto della Marsica del 1915 causò gravi danni e numerose vittime pari al 15% della popolazione.
Nei primi anni della seconda guerra mondiale, tra il 1940 e 1943, Scurcola fu uno dei comuni dell'Abruzzo a essere designato dalle autorità fasciste come luogo di internamento civile per profughi ebrei stranieri presenti in Italia. Gli internati furono 15, uno dei gruppi più numerosi nella provincia dell'Aquila.

### Simboli
Lo stemma e il gonfalone sono stati approvati con delibera del consiglio comunale del 31 ottobre 1990 e concessi con decreto del presidente della Repubblica del 19 settembre 1996. 
Nello stemma sono rappresentate quattro arcate sormontate da una muraglia e da cinque gigli d'oro; esso prende spunto dal blasone della famiglia De Ponte (d'azzurro al ponte di due archi, sormontato da due torri, il tutto d'argento). Il gonfalone è un drappo partito di azzurro e di verde.

### Onorificenze
Il comune di Scurcola Marsicana si fregia del titolo di città.

## Monumenti e luoghi d'interesse

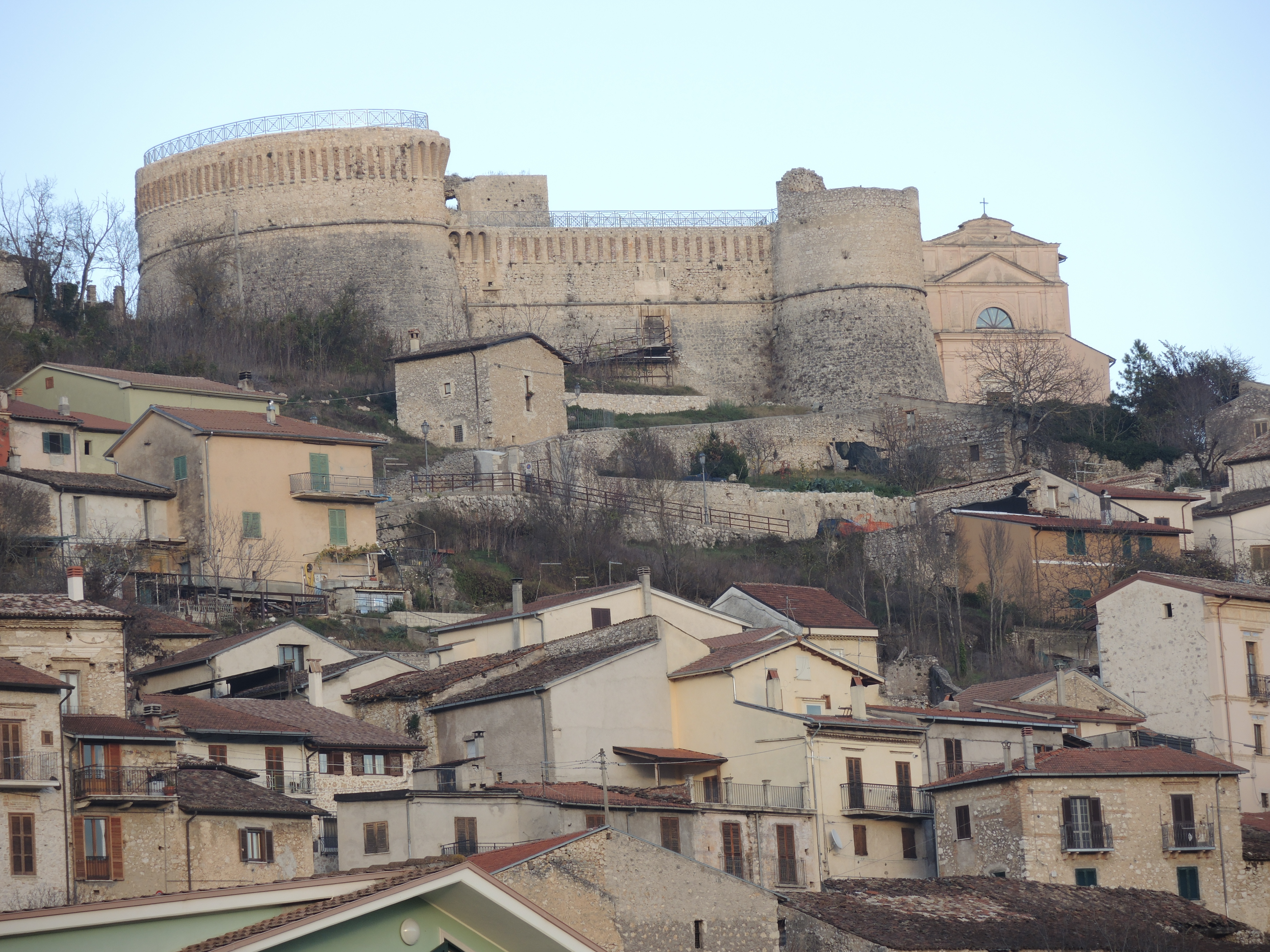
Borgo vecchio e Rocca Orsini

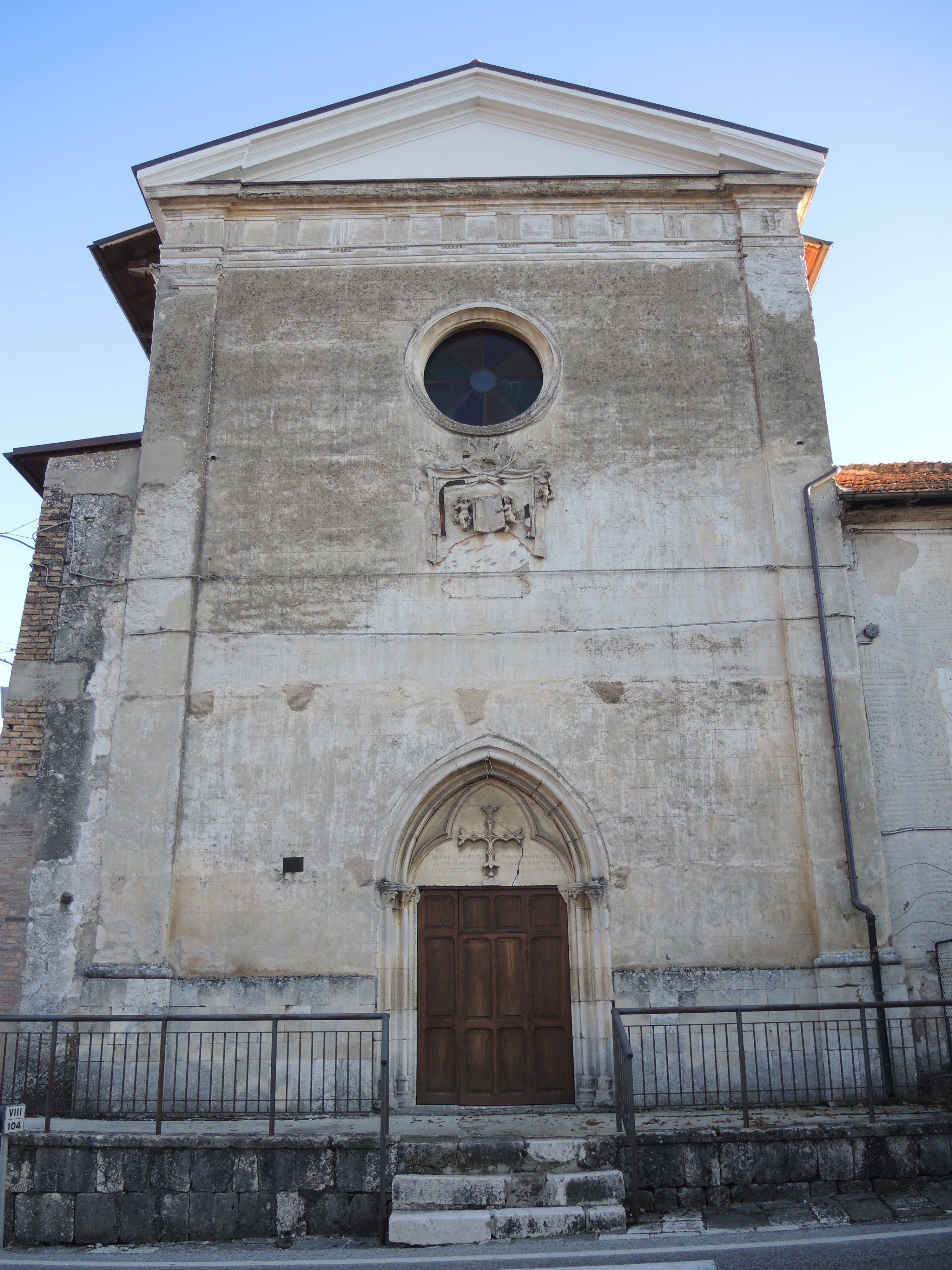
Chiesa di Sant'Antonio

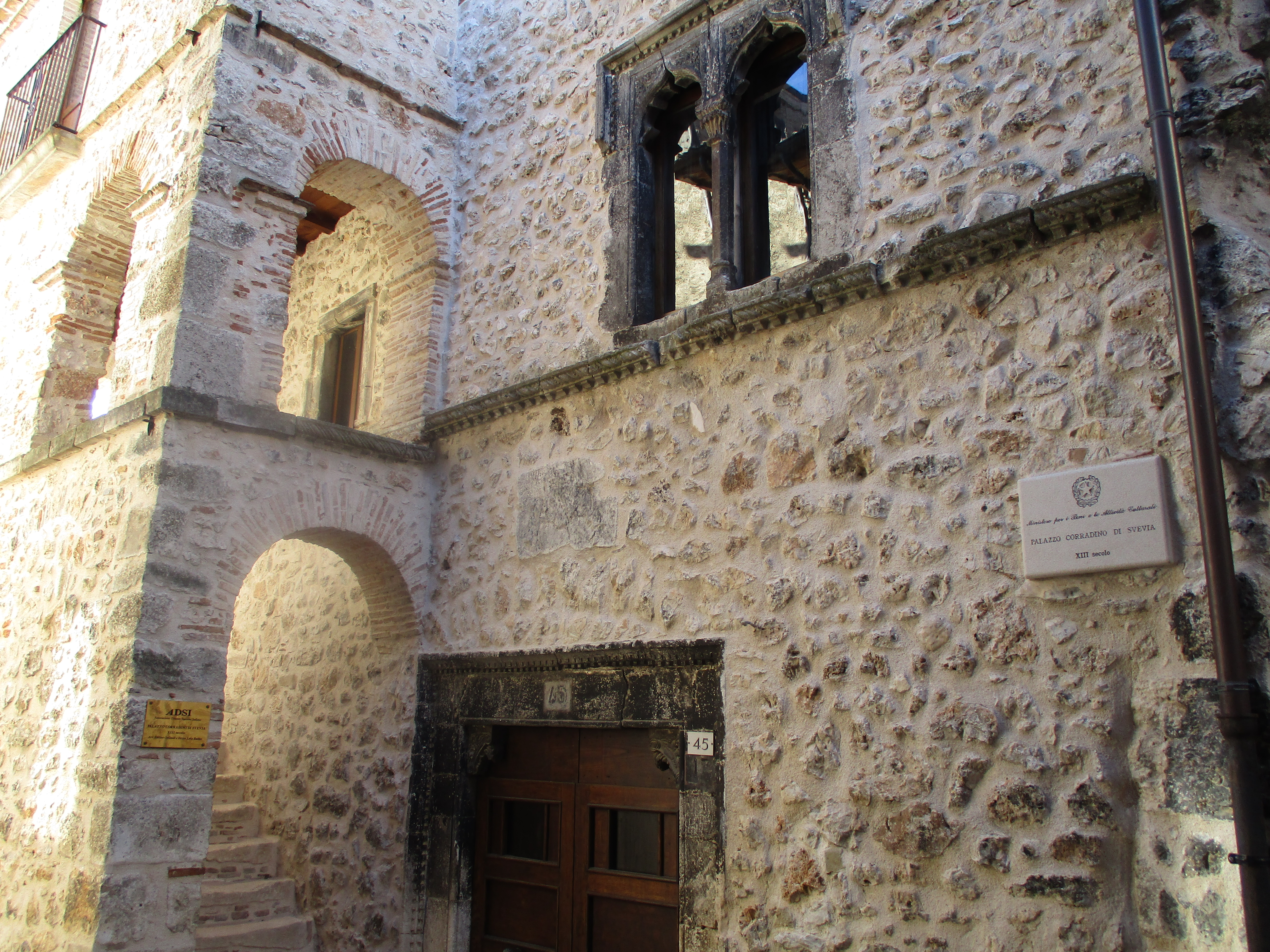
Palazzo Corradino di Svevia

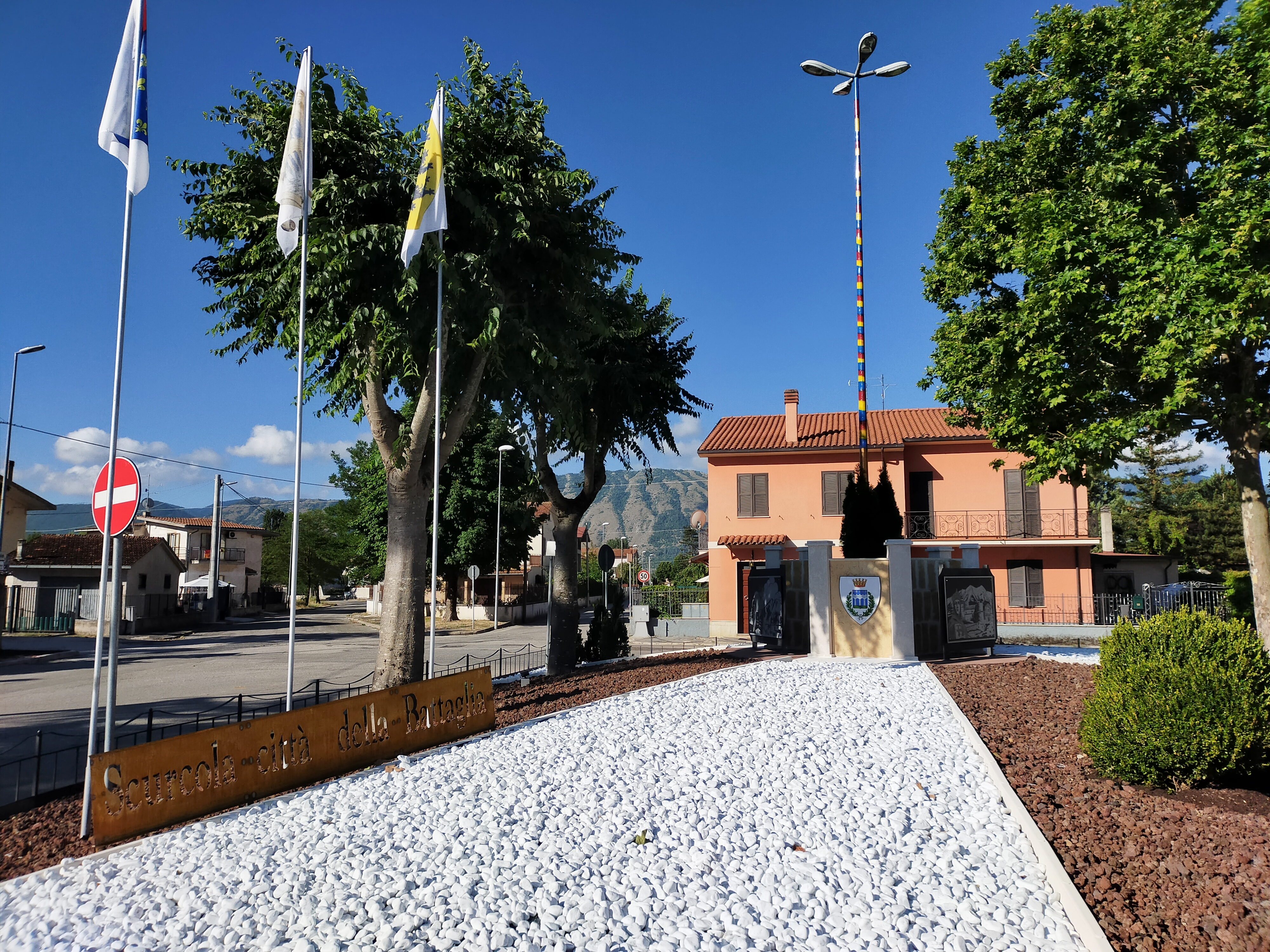
Monumento rievocativo della battaglia del 1268

### Architetture religiose
- Chiesa della Santissima Trinità: la chiesa madre è dotata di una scalinata barocca ed un interno riccamente decorato.
- Cappelle del Santissimo Sacramento e dell'Immacolata Concezione, con antico organo del XVIII secolo restaurato nei primi anni Duemila[28].
- Chiesa di Santa Maria della Vittoria: conserva la statua lignea della Madonna della Vittoria col Bambino, dono di Carlo I d'Angiò alla vecchia abbazia edificata dopo la vittoria della battaglia di Tagliacozzo su Corradino di Svevia, di cui sono visibili i ruderi nella parte bassa del paese. La scultura di scuola francese risale alla fine del XIII secolo.
- Abbazia di Santa Maria della Vittoria: ruderi dell'abbazia cistercense.
- Chiesa di Sant'Egidio: l'edificio originario venne edificato nell'XI secolo. È una delle chiese più antiche della Marsica.
- Chiesa di Sant'Antonio: chiesa rinascimentale con un interno barocco.
- Chiesetta hospitale delle Anime Sante.
- Chiesa scomparsa di Sant'Angelo[29].
- Ex cappella gentilizia della famiglia Vetoli dedicata a san Vincenzo Ferreri[30].
- Chiesa di San Nicola a Cappelle dei Marsi[31].

### Architetture civili
- Palazzo Corradino di Svevia (XIII secolo).
- Palazzo dell'Onoretta (detto "della Portella", XIV-XVII secolo) con accanto la torre di avvistamento medievale.
- Scuderie di palazzo Bontempi (XVI secolo).
- Palazzo Macchia (XVI-XVII secolo).
- Palazzo Ottaviani (XVI-XVII secolo).
- Palazzo Tuzzi (XVI-XVII secolo).
- Palazzo Vetoli (XVI-XVII secolo).

### Architetture militari
- Rocca Orsini: fortilizio rinascimentale dalla particolare forma triangolare.

### Monumenti
- Fontana in lega metallica rappresentante la statua della Venere Anadiomene mentre si bagna su un piedistallo posto su base quadrata in pietra[32].
- Monumento "Scurcola città della battaglia" e murale rievocativi della battaglia del 1268 tra Svevi e Angioini inaugurati il 7 luglio 2022 alla presenza della presidente del Senato della Repubblica, Maria Elisabetta Alberti Casellati[33].

### Siti archeologici
Necropoli dei campi PalentiniDagli scavi iniziati nel 1985 sono state rinvenute oltre 30 tombe a tumulo contenenti numerosi oggetti in bronzo e ferro risalenti all'età del ferro. Nei pressi della necropoli, alle pendici del monte San Nicola, è stato scoperto un abitato dell'età del bronzo, in uso dal XIV secolo al X secolo a.C.

### Aree naturali
- Piani Palentini
- Imele
- Fonte Arnici
- Quercia di Donato, roverella secolare situata in località Convento dei Cappuccini[36].

## Società

### Evoluzione demografica
Abitanti censiti

### Etnie e minoranze straniere
I cittadini stranieri residenti a Scurcola Marsicana rilevati dall'Istat al 31 dicembre 2020 erano 170, pari circa al 6% della popolazione residente.

### Tradizioni e folclore

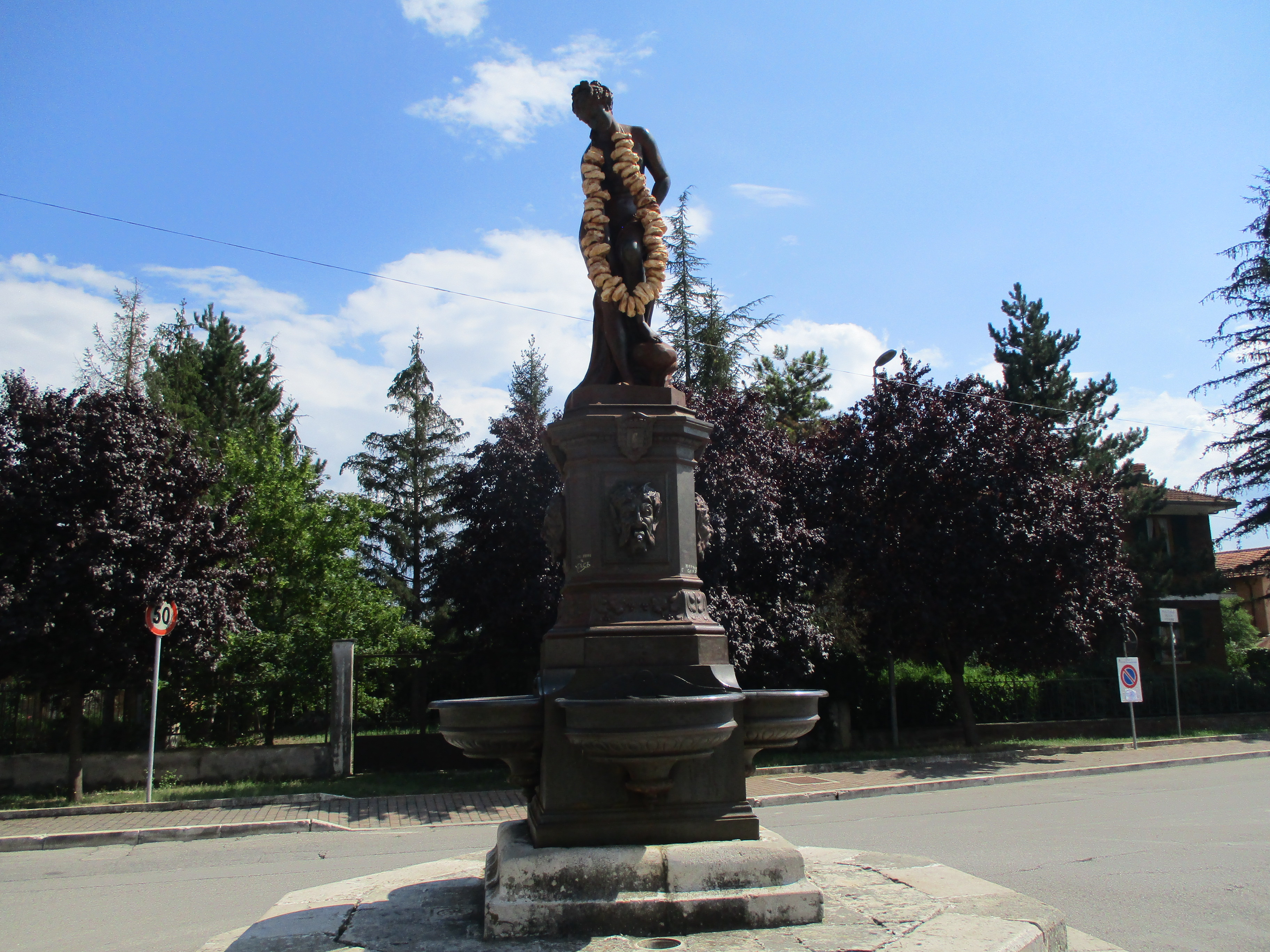
La statua della Venere con la collana di ciambelle scurcolane

- Venerdì Santo: rievocazione della Passione di Gesù Cristo con visita alle sette chiese di Scurcola. Incappucciati in corteo indossano tonache di colore bianco, bordò e nero[39].
- Prima domenica di luglio: festa in onore del patrono sant'Antonio di Padova e di san Vincenzo Ferreri[40].
- Sagra della ciammella, manifestazione enogastronomica e folkloristica che si svolge nella seconda metà di agosto. Prevede la sfilata dei carri allegorici e il corteo dei costumi tradizionali abruzzesi. Si distribuiscono le tipiche ciammelle scurcolane e il vino che sgorga, in via del tutto eccezionale, dalla fontana della Venere[41].
- Ultimo fine settimana di agosto: festa in onore di Maria Santissima della Vittoria la cui abbazia venne edificata dopo la battaglia di Tagliacozzo[42].

## Cultura

### Eventi
Durante l'estate si svolge il premio internazionale D'Angiò, kermesse itinerante riservata alla cultura e allo spettacolo a cui partecipano esponenti del mondo della cultura di fama nazionale.

## Geografia antropica

### Frazioni
Cappelle dei MarsiPopolosa frazione nel cui territorio ricade un'importante area industriale, artigianale e commerciale della Marsica e della regione Abruzzo.

#### Località
- Contrada Porcini

## Economia

### Turismo
Scurcola Marsicana fa parte dell'associazione nazionale Borghi autentici d'Italia.

## Infrastrutture e trasporti

### Strade
Da Roma, L'Aquila, Avezzano e Pescara il centro è raggiungibile attraverso l'autostrada A25 Torano-Pescara uscendo al casello di Magliano de' Marsi, direzione Scurcola-Tagliacozzo lungo la strada statale 5 Via Tiburtina Valeria; a Cappelle dei Marsi si trova l'innesto alla strada statale 578 Salto Cicolana che collega Avezzano a Rieti. Le strade provinciali 62 Palentina e 125 di Antrosano attraversano il territorio comunale.

### Ferrovie
La ferrovia Roma-Pescara attraversa il comune di Scurcola Marsicana servendolo con due stazioni: lo scalo principale e la stazione di Cappelle-Magliano.

## Amministrazione

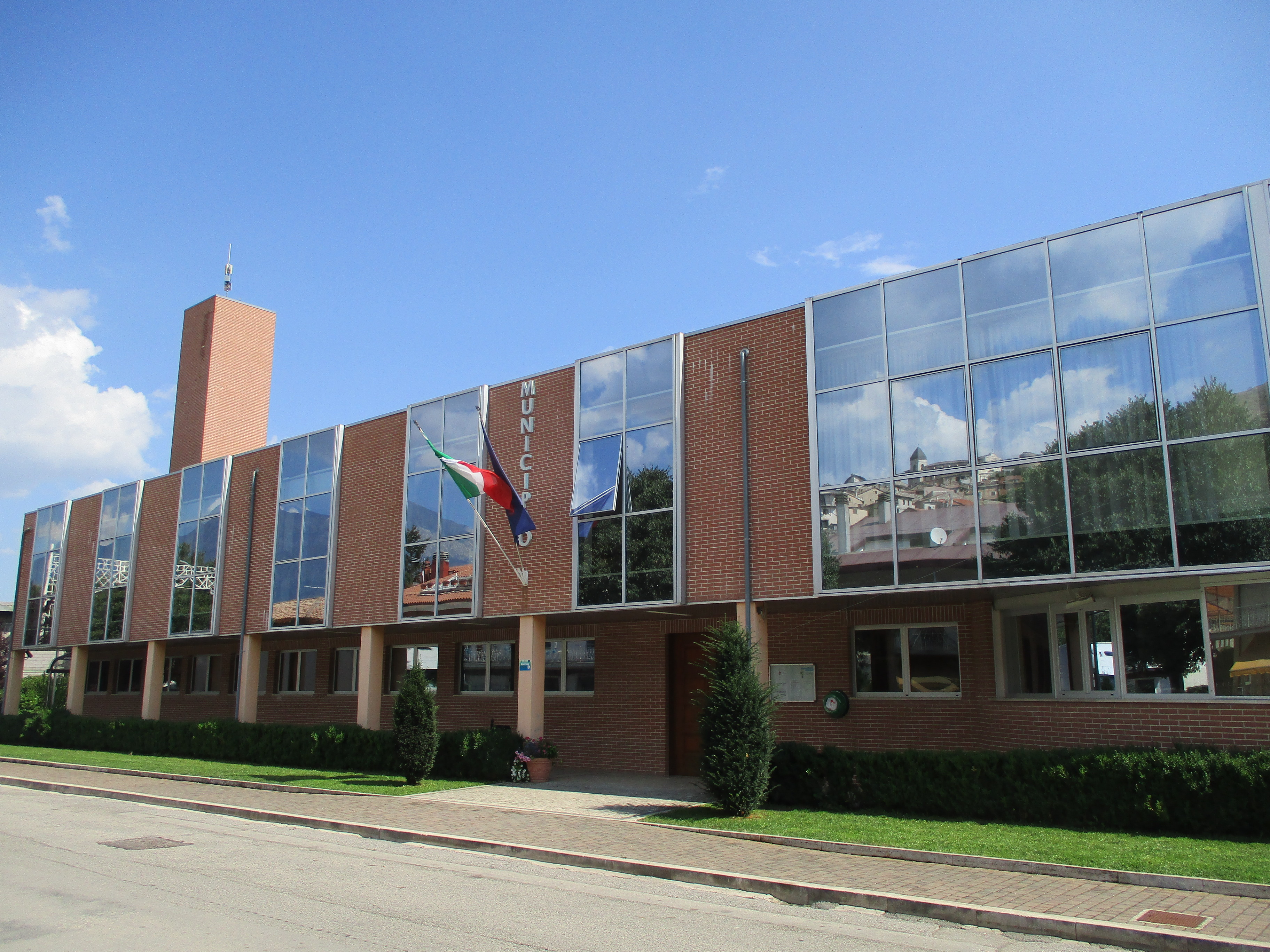
Il nuovo palazzo municipale

Sul sito del Ministero dell'interno sono disponibili i dati di tutte le elezioni amministrative di Scurcola Marsicana dal 1985 ad oggi.
| Periodo          | Periodo          | Primo cittadino           | Partito                                     | Carica     | Note   |
| ---------------- | ---------------- | ------------------------- | ------------------------------------------- | ---------- | ------ |
| 6 giugno 1993    | 26 aprile 1997   | Nevio Frezzini            | DC                                          | Sindaco    |        |
| 27 aprile 1997   | 12 maggio 2001   | Vincenzo Silvestri        | Liste civiche di centro-destra-Forza Italia | Sindaco    |        |
| 13 maggio 2001   | 28 maggio 2006   | Vincenzo Silvestri        | Forza Italia                                | Sindaco    |        |
| 29 maggio 2006   | 15 maggio 2011   | Vincenzo Nuccetelli       | Lista civica                                | Sindaco    |        |
| 16 maggio 2011   | 4 giugno 2016    | Vincenzo Nuccetelli       | Lista civica Impegno comune                 | Sindaco    |        |
| 5 giugno 2016    | 17 febbraio 2021 | Maria Olimpia Morgante    | Lista civica Rinnovamento in comune         | Sindaco    | [ 48 ] |
| 18 febbraio 2021 | 3 ottobre 2021   | Maria Cristina Di Stefano | -                                           | Comm.pref. | [ 48 ] |
| 4 ottobre 2021   | in carica        | Nicola De Simone          | Lista civica Uniti rinasciamo               | Sindaco    |        |

### Gemellaggi
- Passavia, dal 2014[49]
- Pollenza, dal 2015[50]

## Sport

### Calcio
La squadra di calcio, Polisportiva calcio Scurcola Marsicana, ha militato nei tornei dilettantistici abruzzesi. Nel 2017 la società si è unita con quella della vicina Cappelle dei Marsi costituendo il sodalizio denominato Marsicana S.C.